# NGC 666
NGC 666 è una galassia a spirale situata nella costellazione del Triangolo, a una distanza di circa 215 milioni di anni luce dalla nostra Via Lattea.

## Scoperta
La galassia è stata scoperta il 22 novembre 1883 dall'astronomo francese Édouard Stephan.

## Descrizione
NGC 666 presenta una larga riga a 21 cm dell'idrogeno neutro.

## Gruppo di NGC 669
NGC 666 fa parte del Gruppo di NGC 669. Questo gruppo contiene più di una trentina di galassie, 15 delle quali compaiono nel New General Catalogue e 3 nell'Index Catalogue.